# 先锋街道 (保定市)
先锋街道，是中华人民共和国河北省保定市竞秀区下辖的一个乡镇级行政单位。

## 行政区划
先锋街道下辖以下地区：
华强社区、天翔社区、园南社区、胜利社区、康乐社区、乐凯社区、富阳社区、时代新村社区、百花新村社区、梅兰菊社区、先锋社区、花园社区、石化新村社区、龙泉社区、华南社区、依棉社区、康馨园社区、广厦社区和罗丝庄村。